# Baojun 510
Baojun 510 — субкомпактний кросовер, вироблений компанією SAIC-GM-Wuling під брендом Baojun. 

## Огляд
510 дебютував на автосалоні в Гуанчжоу в 2016 році з офіційним запуском на китайський ринок в 2017 році. Автомобіль позиціонується під 530 та 560. 

Це був найбільш продаваний кросовер у Китаї в 2018 році, а також найбільш продаваний автомобіль, який продається Baojun.  Станом на червень 2019 року, було продано майже 800 000 одиниць 510.  Він також примітний тим, що став найбільш продаваним новим автомобілем в історії світу. За перші 12 місяців на ринку було продано 416 883 автомобілів, що є найвищим показником серед інших автомобілів у світі. Він взяв рекорд у Baojun 560, який було продано 319 536 одиниць за 12 місяців. 

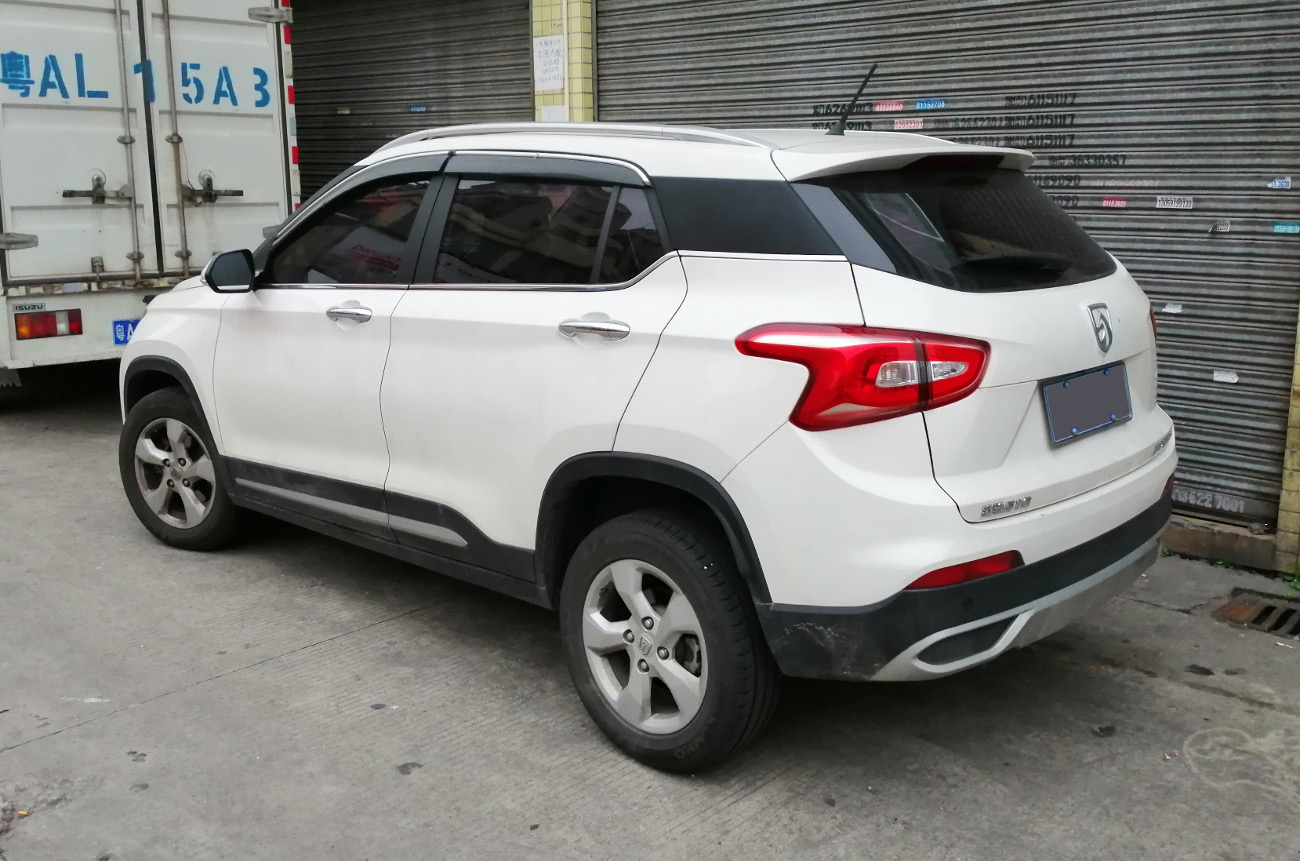
Вид ззаду (до фейсліфту)

### Фейсліфт
У липні 2019 року 510 отримав фейсліфтинг з оновленою решіткою радіатора, задньою панеллю та доступністю варіатора з трьома режимами руху.  

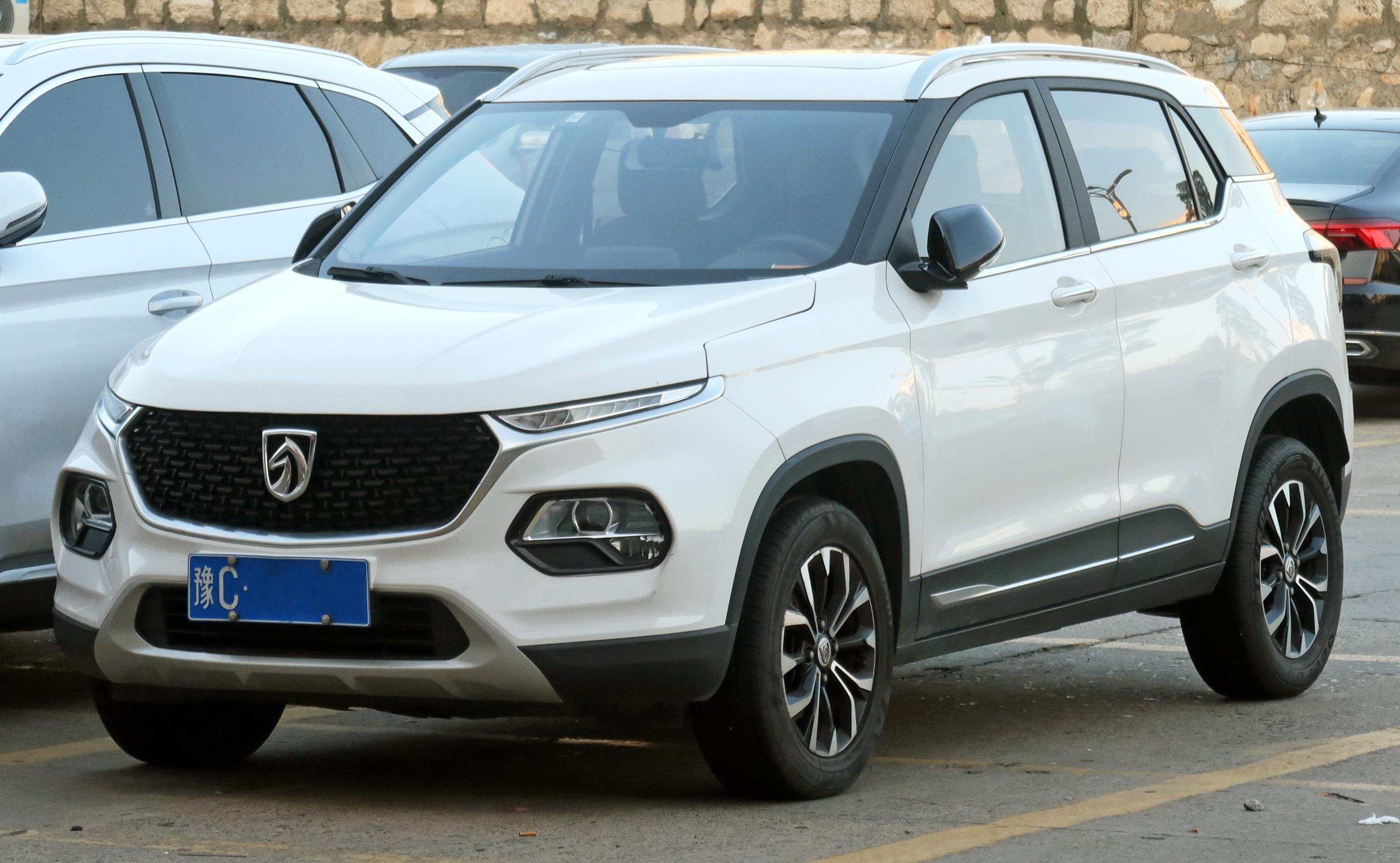
Вид спереду (фейсліфтинг)
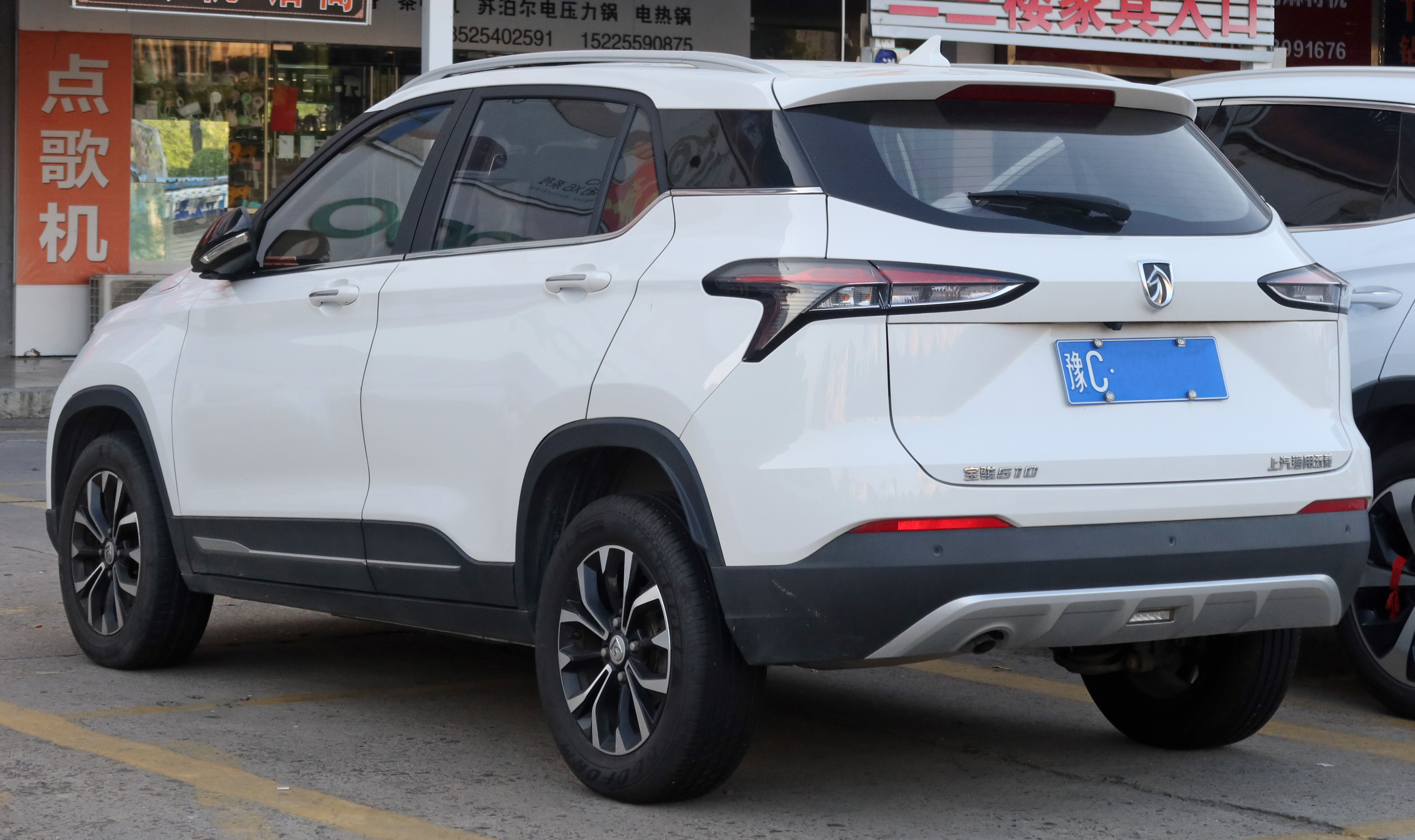
Вид ззаду (фейсліфтинг)

## Експортні ринки
У 2020 році SAIC-GM-Wuling розпочала експорт оновленого 510 до Латинської Америки під назвою Chevrolet Groove .   З кінця 2021 року він також експортується на Близький Схід і в Мексику.  

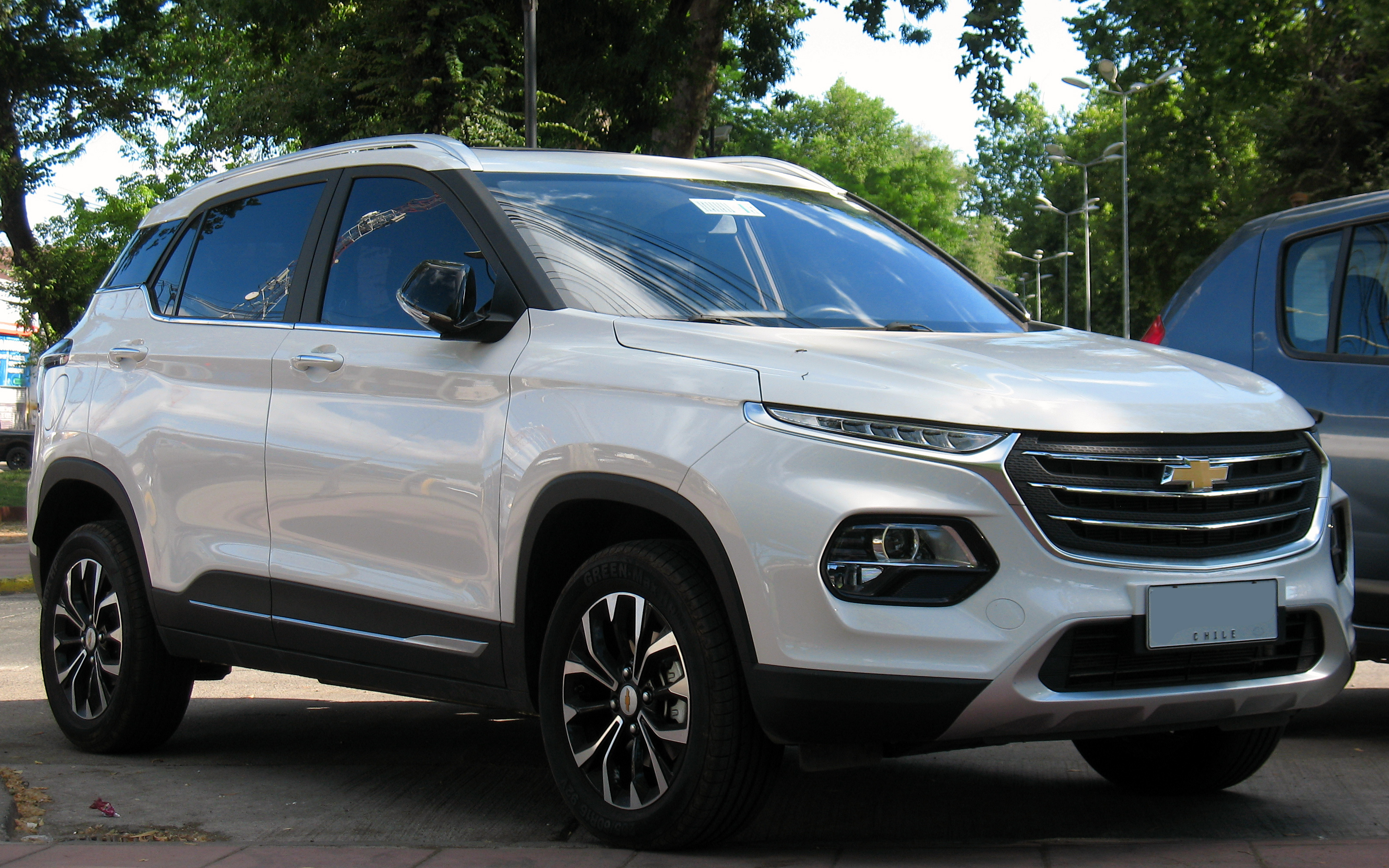
2022 Groove 1.5 Premier (Чилі, вид спереду)
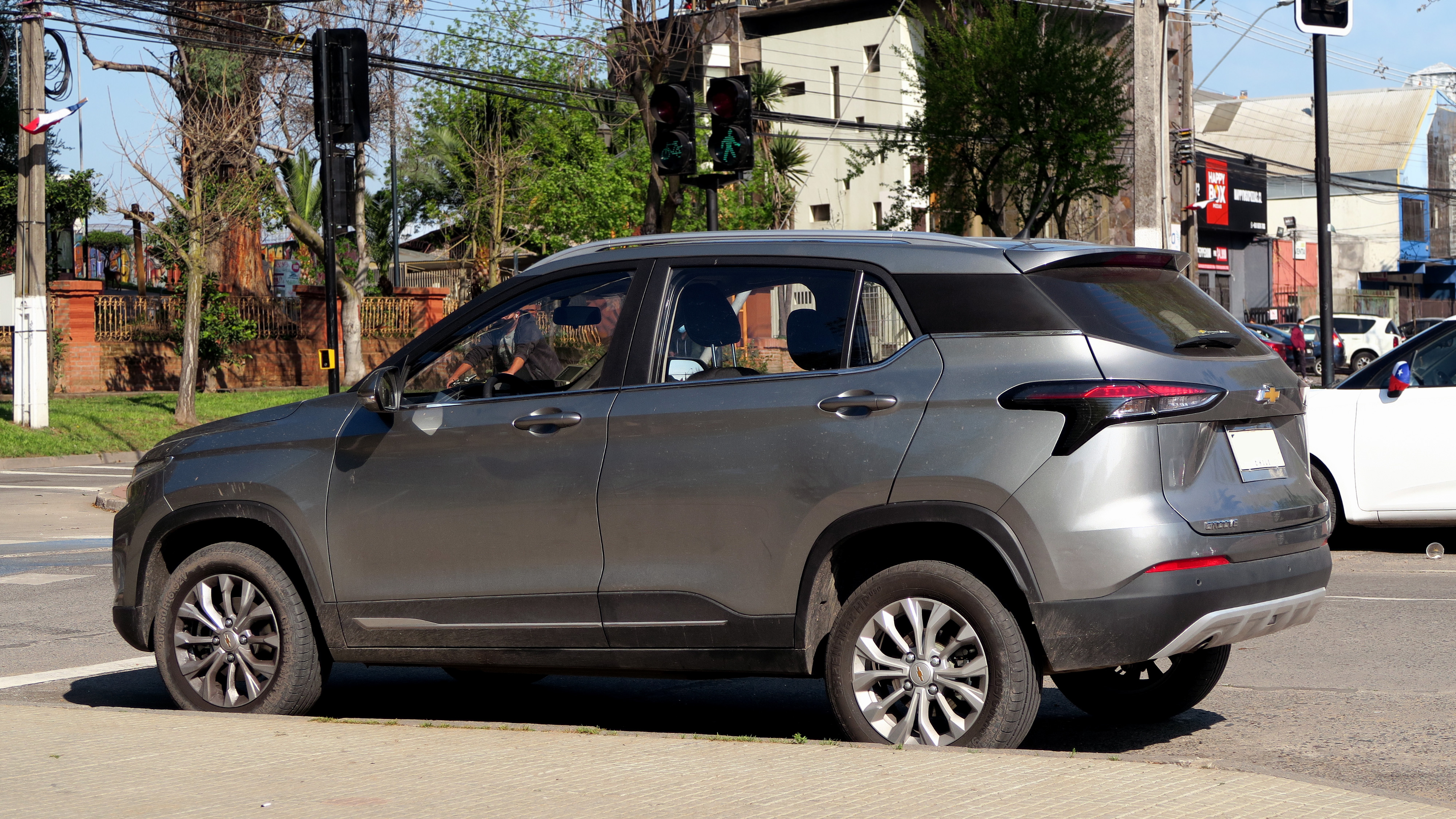
2021 Groove 1.5 LTZ (Чилі, вид ззаду)

## Заміна
Наприкінці 2019 року Baojun представив RS-3, який став наступником 510, але продавався разом з ним як преміальний варіант. 

## Продажі
| рік      | Китай   | Чилі  |
| -------- | ------- | ----- |
| 2017 рік | 358,877 |       |
| 2018 рік | 361,403 |       |
| 2019 рік | 158,201 |       |
| 2020 рік | 60 570  |       |
| 2021 рік | 32 991  | 9 007 |
| 2022 рік |         | 5591  |
| 2023 рік |         | 6009  |